# Bou El Mogdad (bateau)
Le Bou El Mogdad, qui tire son nom de l'interprète en chef et explorateur Saint-Louisien El Hadj Bou El Mogdad Seck, est un navire de croisière qui vogue sur les eaux du fleuve Sénégal entre Saint-Louis et Podor.

## Histoire
Le Bou El Mogdad est construit en 1954 aux Pays-Bas pour la société Messageries du Sénégal. Il servit de caboteur pour le transport des marchandises et de passagers sur le fleuve Sénégal au départ de Saint-Louis, jusqu'en 1970.

Abandonné pendant quelques années sur les quais de Saint-Louis du Sénégal, il est racheté pour servir de bateau de tourisme à partir de 1980 au Sénégal ainsi qu'en Sierra Leone et en Guinée-Bissau. Il est restauré en 2005 et assure à nouveau des croisières sur son fleuve d'origine.

Le Bou El Mogdad en 2013.
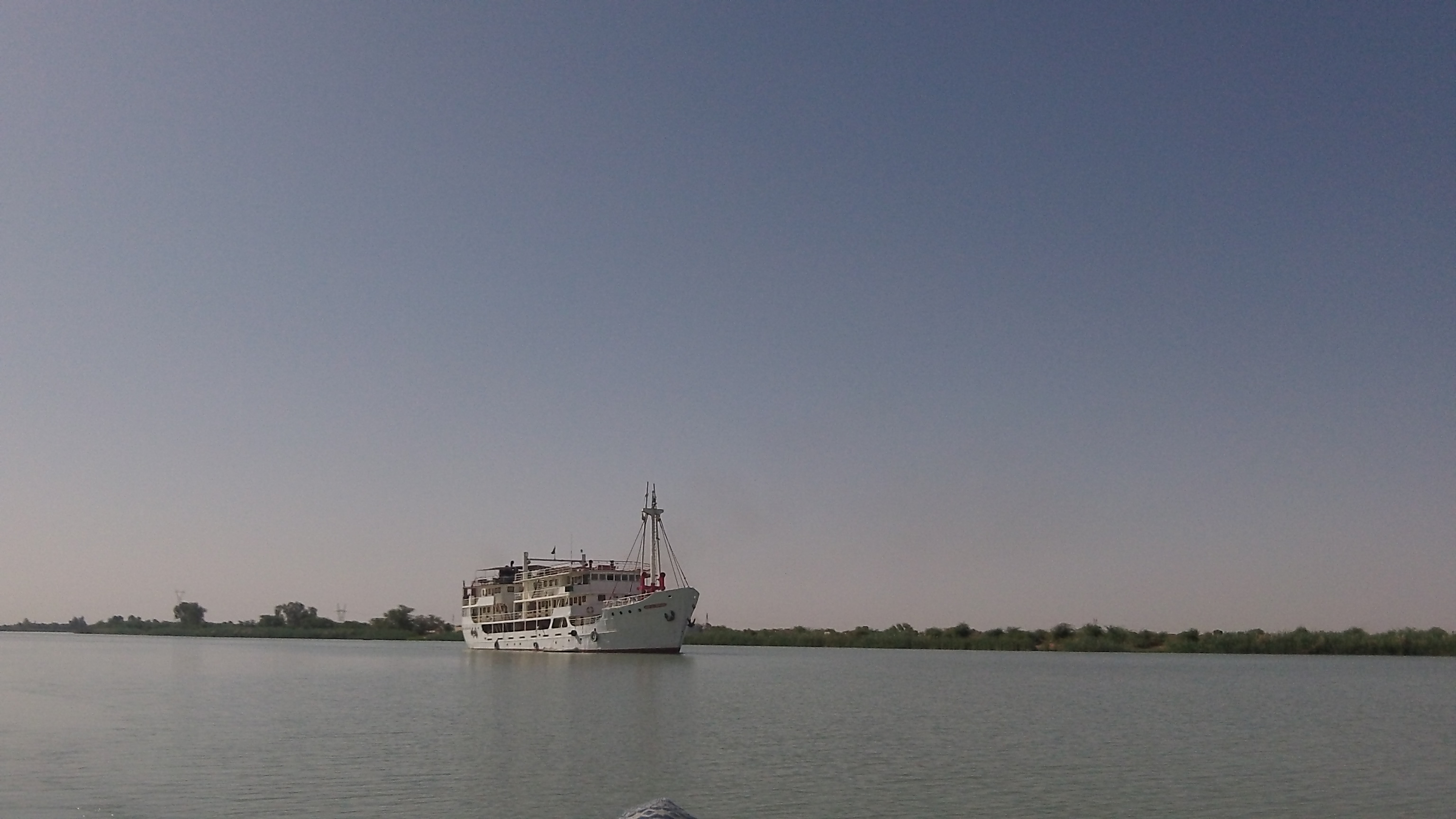
Navigation.
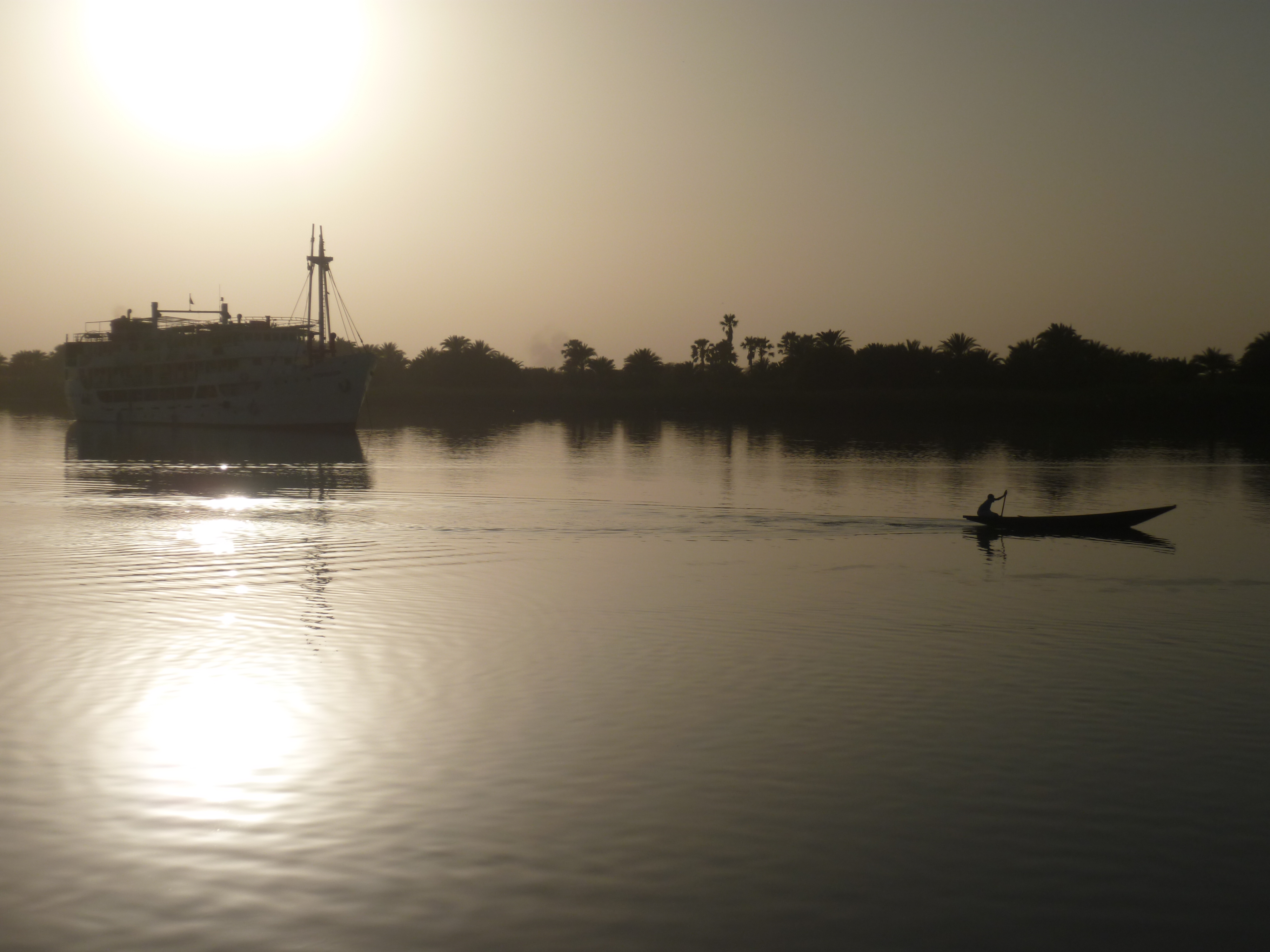
Coucher du soleil.
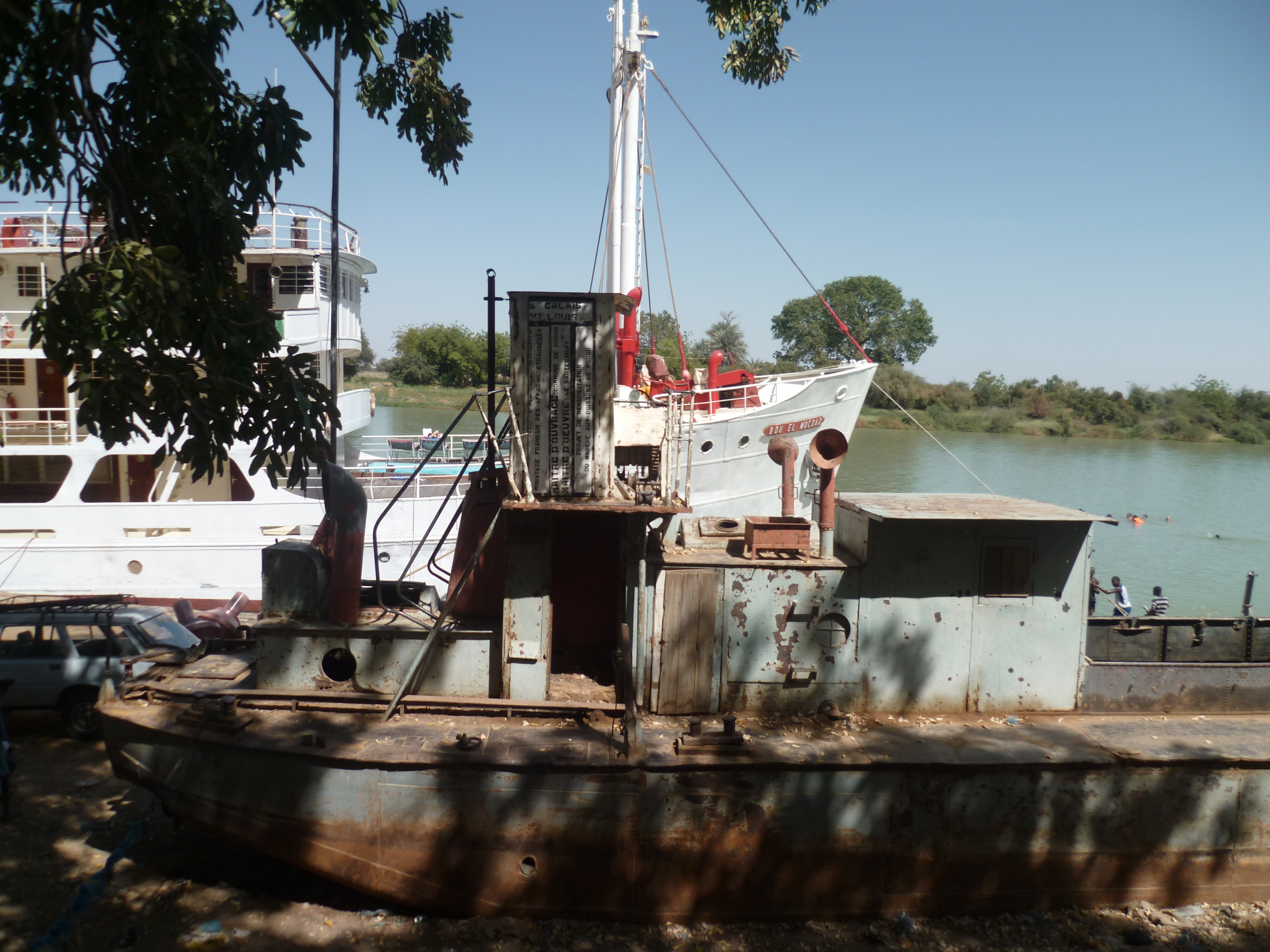
Escale à Podor.
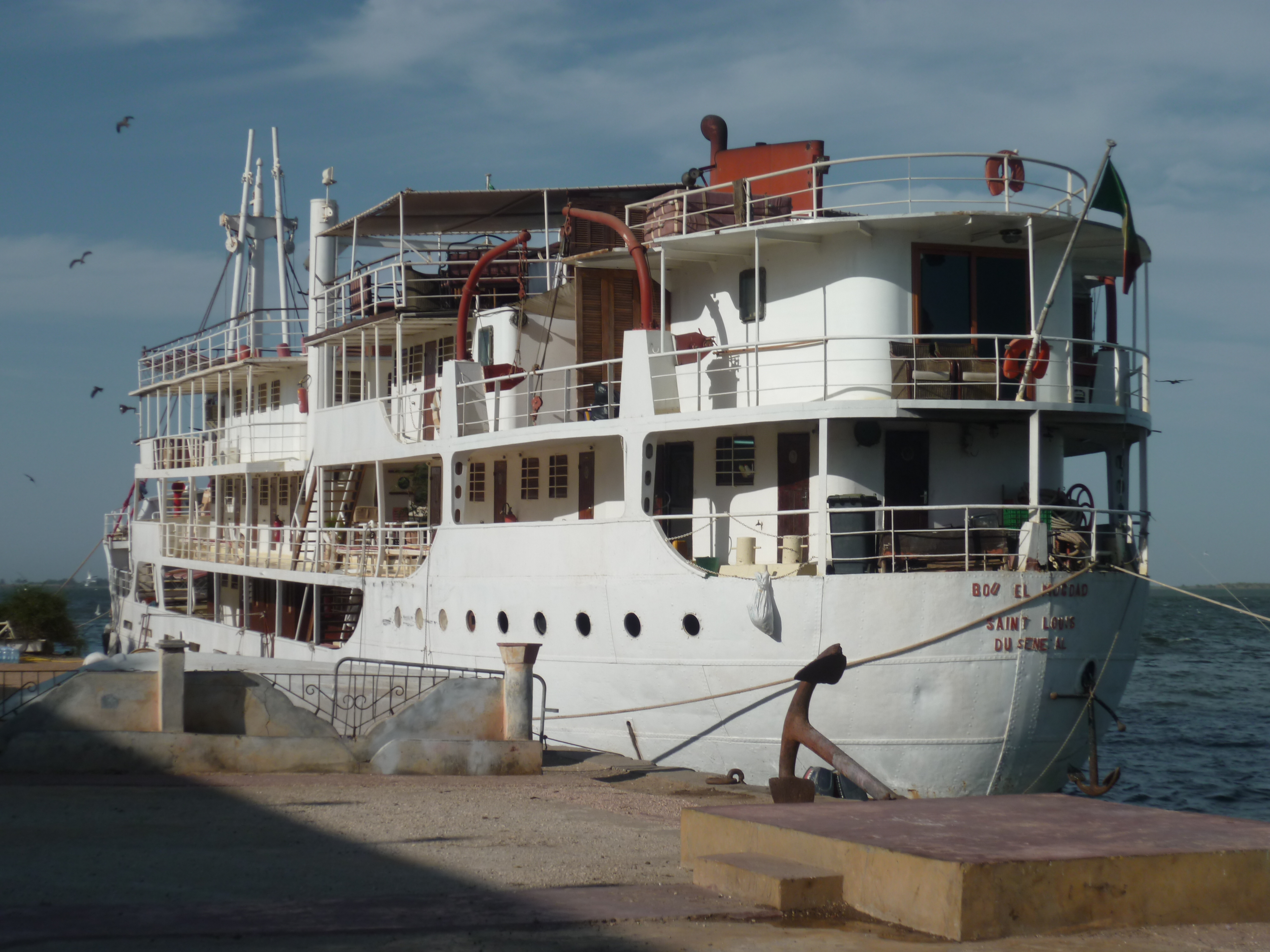
Escale à Saint-Louis.